# Байонет-Пойнт (Флорида)
Байонет-Пойнт (англ. Bayonet Point) — статистически обособленная местность, расположенная в округе Паско (штат Флорида, США) с населением в 23 577 человек по статистическим данным переписи 2000 года.

## География
По данным Бюро переписи населения США статистически обособленная местность Байонет-Пойнт имеет общую площадь в 14,76 квадратных километров, из которых 14,5 кв. километров занимает земля и 0,26 кв. километров — вода. Площадь водных ресурсов округа составляет 1,76 % от всей его площади.
Статистически обособленная местность Байонет-Пойнт расположена на высоте 9 м над уровнем моря.

## Демография
| Год переписи        | Нас.  |  | %±    |
| ------------------- | ----- |  | ----- |
| 1980                | 16455 |  | —     |
| 1990                | 21860 |  | 32,8% |
| 2000                | 23577 |  | 7,9%  |
| 1980–2000 Источник: |       |  |       |

По данным переписи населения 2000 года в Байонет-Пойнт проживало 23 577 человек, 6878 семей, насчитывалось 11 314 домашних хозяйств и 12 628 жилых домов. Средняя плотность населения составляла около 1597,36 человек на один квадратный километр. Расовый состав населённого пункта распределился следующим образом: 96,84 % белых, 0,67 % — чёрных или афроамериканцев, 0,25 % — коренных американцев, 0,60 % — азиатов, 0,03 % — выходцев с тихоокеанских островов, 1,00 % — представителей смешанных рас, 0,62 % — других народностей. Испаноговорящие составили 3,50 % от всех жителей статистически обособленной местности.
Из 11314 домашних хозяйств в 15,8 % воспитывали детей в возрасте до 18 лет, 49,6 % представляли собой совместно проживающие супружеские пары, в 8,0 % семей женщины проживали без мужей, 39,2 % не имели семей. 34,4 % от общего числа семей на момент переписи жили самостоятельно, при этом 25,6 % составили одинокие пожилые люди в возрасте 65 лет и старше. Средний размер домашнего хозяйства составил 2,03 человек, а средний размер семьи — 2,55 человек.
Население статистически обособленной местности по возрастному диапазону по данным переписи 2000 года распределилось следующим образом: 14,9 % — жители младше 18 лет, 4,7 % — между 18 и 24 годами, 18,0 % — от 25 до 44 лет, 18,6 % — от 45 до 64 лет и 43,8 % — в возрасте 65 лет и старше. Средний возраст жителей составил 59 лет. На каждые 100 женщин в Байонет-Пойнт приходилось 83,1 мужчин, при этом на каждые сто женщин 18 лет и старше приходилось 79,1 мужчин также старше 18 лет.
Средний доход на одно домашнее хозяйство статистически обособленной местности составил 28 920 долларов США, а средний доход на одну семью — 34 958 долларов. При этом мужчины имели средний доход в 27 210 долларов США в год против 21 727 долларов среднегодового дохода у женщин. Доход на душу населения статистически обособленной местности составил 28 920 долларов в год. 8,1 % от всего числа семей в населённом пункте и 11,6 % от всей численности населения находилось на момент переписи населения за чертой бедности, при этом 22,3 % из них были моложе 18 лет и 7,8 % — в возрасте 65 лет и старше.